# 比诺·比尼
比诺·比尼（義大利語：Bino Bini，1900年1月23日—1974年4月5日），意大利男子击剑运动员。他曾获得1924年夏季奥运会男子佩剑团体金牌、1928年夏季奥运会男子佩剑团体银牌和男子佩剑个人铜牌。